# Paralaxe estelar

Movimento de paralaxe estelar a partir da paralaxe anual.

A paralaxe estelar é a base para o parsec, que é a distância do Sol para um objeto astronômico que tem um ângulo de paralaxe de um segundo de arco (1 UA e 1 pc não estão em escala; 1 pc = ~206 265 UA).

A paralaxe estelar é uma paralaxe em escala interestelar: o desvio aparente de posição de qualquer estrela próxima da Terra (ou outro objeto) contra o fundo de objetos distantes. Criado pelas diferentes posições orbitais da Terra, o desvio observado, extremamente pequeno, é máximo em intervalos de tempo de cerca de seis meses, quando a Terra chega a posições exatamente opostas em relação ao Sol em sua órbita, dando uma linha de base (baseline) de cerca de duas unidades astronômicas (UA) entre observações. A paralaxe em si é considerada a metade deste máximo, equivalente ao desvio observacional que ocorreria devido às diferentes posições da Terra e do Sol, uma baseline de 1 unidade astronômica.
A paralaxe estelar é tão difícil de detectar que sua existência foi objeto de muito debate na astronomia por milhares de anos. Ela foi primeiramente observada por Giuseppe Calandrelli, que reportou a paralaxe em α-Lyrae em seu trabalho Osservazione e riflessione sulla parallasse annua dall’alfa della Lira. Depois, em 1838, Friedrich Bessel fez a primeira medição da paralaxe com sucesso, para a estrela 61 Cygni, usando um heliômetro Fraunhofer no Observatório de Königsberg.
Uma vez conhecida a paralaxe de uma estrela, sua distância da Terra pode ser calculada trigonometricamente. Quanto mais distante é um objeto, menor a sua paralaxe. Mesmo com as técnicas de astrometria do século XXI, os limites para medição acurada tornam distâncias maiores do que 100 parsecs (aproximadamente 326 anos-luz) muito aproximadas para serem úteis quando obtidas por esta técnica. Como isto é relativamente próximo em uma escala galáctica, a aplicabilidade da paralaxe estelar deixa a maioria das medições de distâncias astronômicas para serem calculadas pelo desvio para o vermelho espectral ou outros métodos.
As medições da paralaxe estelar são feitas nas pequenas unidades de segundos de arco, ou mesmo em milésimos de segundos de arco (milissegundos de arco). A unidade de distância parsec é definida como o comprimento do cateto de um triângulo retângulo adjacente ao ângulo de um segundo de arco em um vértice, onde o outro cateto mede 1 UA. Como as paralaxes estelares e as distâncias envolvem esses triângulos retângulos muito “magros”, pode ser usada uma aproximação trigonométrica conveniente para converter paralaxes (em segundos de arco) em distâncias (em parsecs). A distância é simplesmente o inverso da paralaxe: {\displaystyle d(\mathrm {pc} )=1/p(\mathrm {arcsec} ).} Por exemplo, Proxima Centauri (a estrela mais próxima da Terra além do Sol), cuja paralaxe é 0,7687, está distante 1 / 0,7687 = 1,3009 parsecs (4,243 anos-luz).

## Teoria inicial e tentativas
A paralaxe estelar é tão pequena (a ponto de não ter sido observável até o século XIX) que sua aparente inexistência foi utilizada como argumento científico contra o heliocentrismo no início da Idade Moderna. Fica claro, pela geometria de Euclides, que o efeito não seria detectável se as estrelas fossem suficientemente distantes, mas por várias razões as distâncias gigantescas envolvidas pareciam totalmente impossíveis. Uma das principais objeções de Tycho Brahe ao heliocentrismo de Copérnico era que, para ele ser compatível com a falta de paralaxe estelar observável, teria que haver um enorme e improvável vazio entre a órbita de Saturno e a oitava esfera (as estrelas fixas).
James Bradley tentou medir paralaxes estelares em 1729. O movimento estelar se mostrou insignificante para o seu telescópio, mas em vez disso ele descobriu a aberração da luz e a nutação do eixo da Terra e catalogou 3 222 estrelas.

## Séculos XIX e XX
.

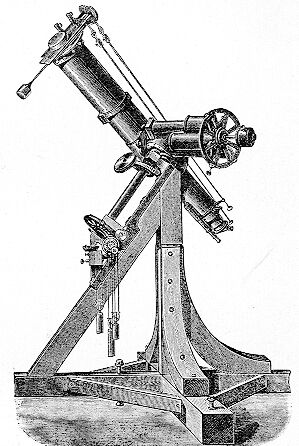
Heliômetro de Bessel

A paralaxe estelar é mais frequentemente medida usando-se a paralaxe anual, definida como a diferença na posição de uma estrela como vista da Terra e do Sol, isto é, o ângulo subtendido em uma estrela pelo raio médio da órbita da Terra ao redor do Sol. O parsec (3,26 anos-luz) é definido como a distância para a qual a paralaxe anual é 1 segundo de arco. A paralaxe anual é geralmente medida observando-se a posição de uma estrela em diferentes épocas do ano à medida que a Terra se move em sua órbita. A medição da paralaxe anual foi a primeira forma confiável de determinar a distância para as estrelas mais próximas. As primeiras medições com sucesso da paralaxe estelar foram feitas por Friedrich Bessel em 1838 para a estrela 61 Cygni, usando um heliômetro.
Dada a dificuldade da medição, apenas cerca de 60 paralaxes estelares foram obtidas até o final do século XIX, a maioria com o uso do micrômetro filar. Astrógrafos usando placas fotográficas astronômicas aceleraram o processo no início do século XX. Máquinas automatizadas de medição com placas e a tecnologia computacional mais sofisticada dos anos 1960 permitiram a compilação mais eficiente de catálogos de estrelas. Nos anos 1980, dispositivos de carga acoplada (CCD) substituíram as placas fotográficas e reduziram as incertezas ópticas para 1 milissegundo de arco.
A paralaxe estelar continua o padrão para calibrar outros métodos de medição (ver Escala de distâncias cósmicas). Cálculos acurados da distância baseados na paralaxe estelar requerem uma medição da distância da Terra para o Sol, atualmente conhecida com extrema precisão com base na reflexão de radar nas superfícies de planetas.
Os ângulos envolvidos nesses cálculos são muito pequenos e por isso difíceis de medir. A estrela mais próxima do Sol (e também com a maior paralaxe), Proxima Centauri, tem uma paralaxe de 0,7687 ± 0,0003 arcseg. Este ângulo é aproximadamente aquele subtendido por um objeto de 2 centímetros de diâmetro, localizado a 5,3 quilômetros de distância.

## Astrometria espacial para paralaxe

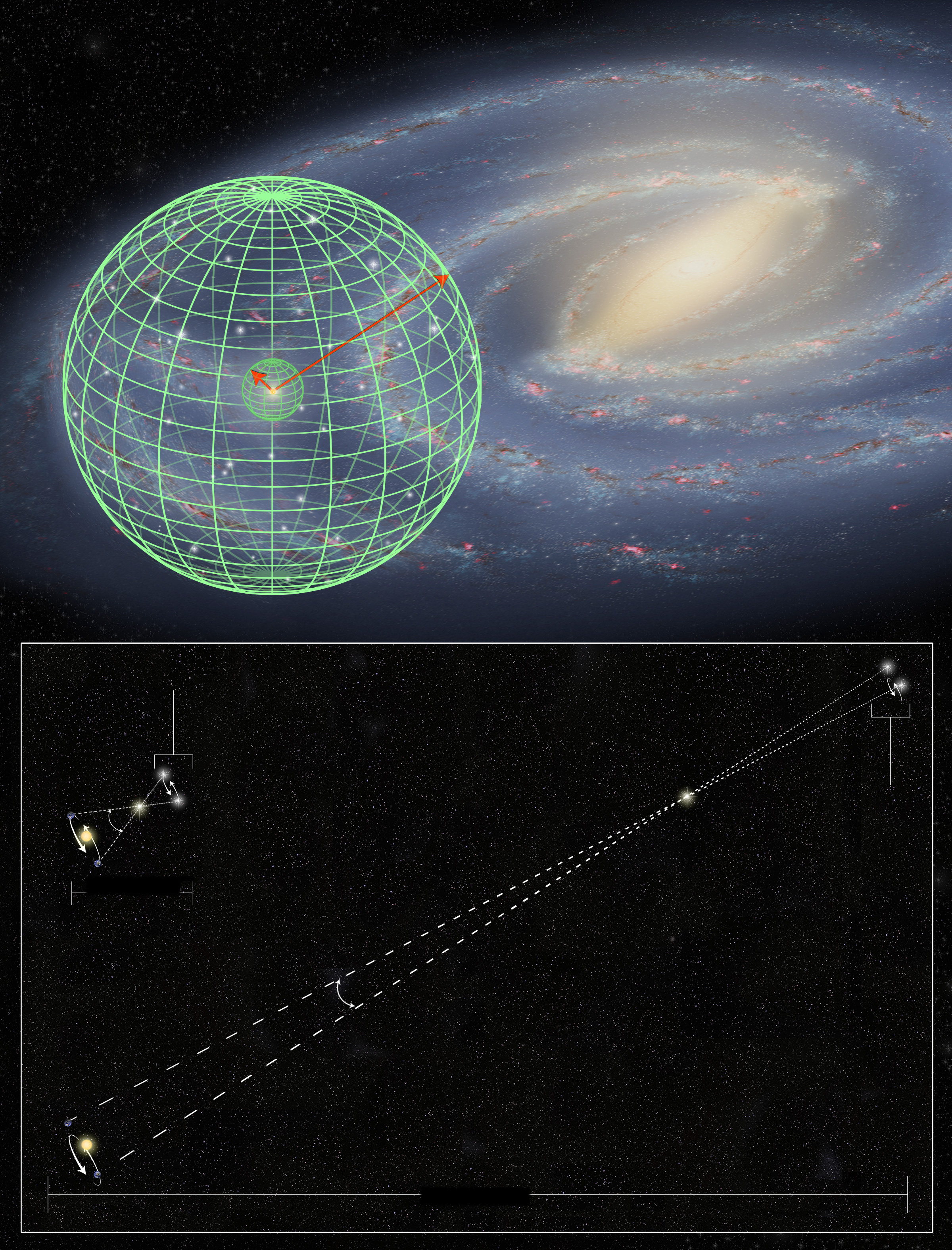
A medição de distância estelar com a precisão do Hubble foi estendida em 10 vezes para a Via Láctea

Em 1989, o satélite Hipparcos foi lançado com o objetivo principal de obtenção de paralaxes e movimentos próprios de estrelas próximas, aumentando em mil vezes o número de paralaxes estelares medidos com precisão de milissegundos de arco. Mesmo assim, o Hipparcos só é capaz de medir ângulos de paralaxe para estrelas distantes até 1 600 anos-luz, um pouco mais de um por cento do diâmetro da Via Láctea.
O telescópio Hubble (câmera WFC3) atualmente possui uma precisão de 20 a 40 microssegundos de arco, permitindo medições de distância confiáveis até 5 000 parsecs (20 000 anos-luz) para um pequeno número de estrelas. Isto dá maior precisão ao catálogo de distâncias cósmicas e melhora o conhecimento das distâncias no Universo, baseado nas dimensões da órbita da Terra.
É esperado que a missão Gaia da Agência Espacial Europeia, lançada em 19 de dezembro de 2013, meça ângulos de paralaxe com precisão de 10 microssegundos de arco para estrelas moderadamente brilhantes, mapeando assim estrelas próximas (e potencialmente planetas) até uma distância de dezenas de milhares de anos-luz da Terra.

## Paralaxe secular
O movimento do Sol no espaço fornece uma linha de base mais longa que vai aumentar a precisão das medições da paralaxe, conhecida como paralaxe secular. Para estrelas no disco da Via Láctea, isto corresponde a uma linha de base média de 4 UA por ano, enquanto para estrelas do halo a linha de base é de 40 UA por ano. Depois de algumas décadas, a linha de base pode ser ordens de magnitude maiores que a linha de base Terra-Sol utilizada para a paralaxe tradicional. Entretanto, a paralaxe secular introduz um nível maior de incerteza, porque a velocidade relativa de outras estrelas é uma incógnita adicional. Quando aplicada a amostras de estrelas múltiplas, a incerteza pode ser reduzida; esta precisão é inversamente proporcional à raiz quadrada do tamanho da amostra.

## Outras paralaxes na astronomia
Outros usos do termo “paralaxe” na astronomia, com diferentes significados, são o método da paralaxe fotométrica, paralaxe espectroscópica e paralaxe dinâmica.